# 草間庸文
草間 庸文（くさま つねふみ、1949年9月26日 - ）は、日本の実業家、馬主。東京都渋谷区に本社を置く、不動産担保ローンを手がける株式会社アサックスの代表取締役会長を務める。新潟県出身。

## 経歴
1949年、新潟県出身。明治大学法学部を卒業し、1973年に安田生命保険相互会社に入社。1974年にはアサックス取締役となり、1994年に代表取締役社長に就任。2020年より代表取締役会長となった。2005年まで株式会社山和住宅代表取締役を務めていた。

## 馬主活動

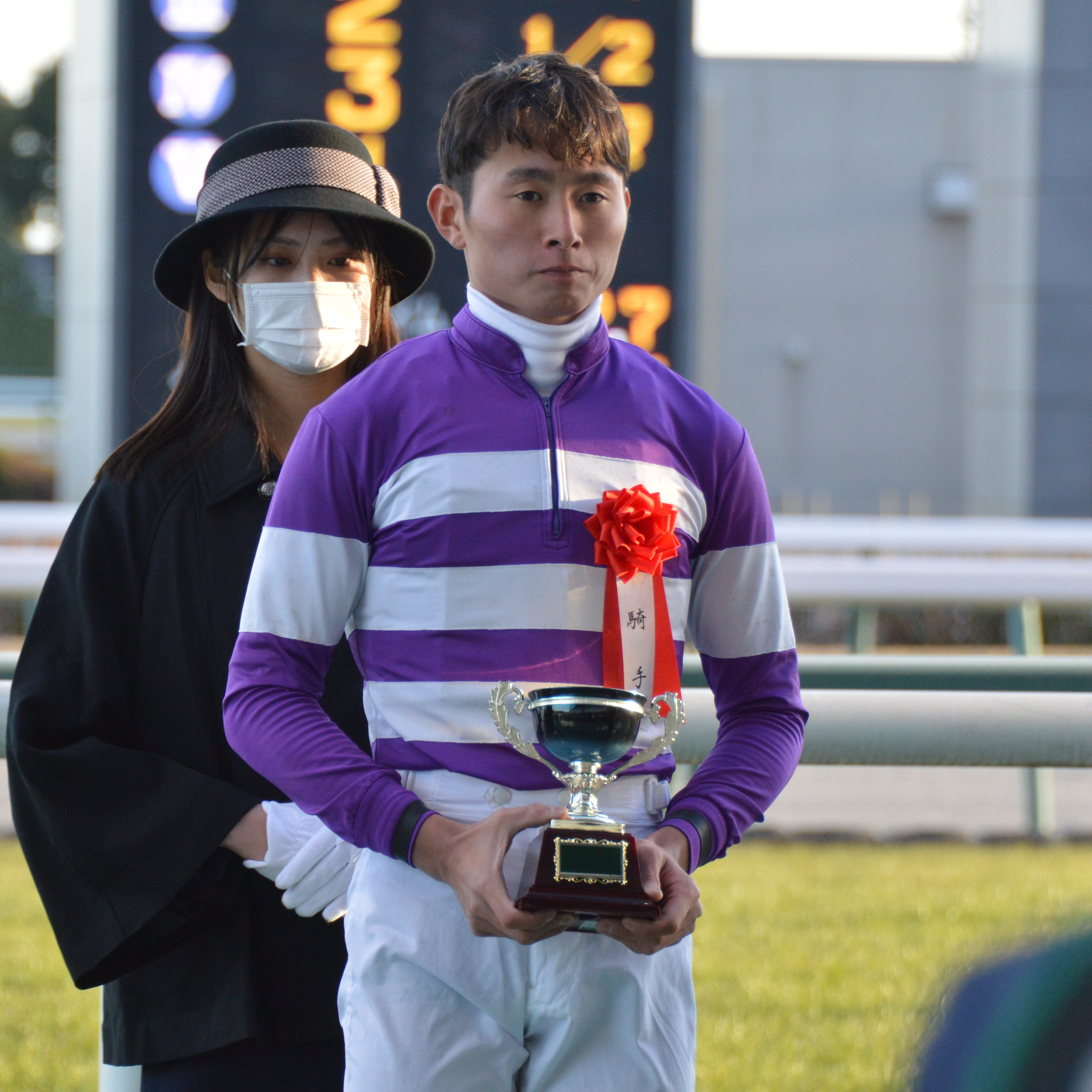
草間の勝負服を着用した岩田望来

日本中央競馬会（JRA）に登録する馬主として知られる。勝負服の柄は所属していた明治大学のラグビー部のユニフォームに由来する紫、白三本輪、袖白一本輪で、冠名は特に用いない。

## 主な所有馬

### 重賞競走優勝馬
- ワイルドワンダー（2007年アンタレスステークス、プロキオンステークス、マイルチャンピオンシップ南部杯2着、2008年根岸ステークス、フェブラリーステークス3着、かしわ記念3着、マイルチャンピオンシップ南部杯3着）
- イルーシヴパンサー（2022年東京新聞杯、2023年京都金杯）
- エンペラーワケア（2024年根岸ステークス、武蔵野ステークス）[4]